# Обуховка (Мордовия)
 Обуховка — деревня в составе Апраксинского сельского поселения Чамзинского района Республики Мордовия.

## География
Находится на расстоянии примерно 10 километров по прямой на север-северо-запад от районного центра поселка Чамзинка.

## История
Известна с 1863 года как владельческая деревня Ардатовского уезда Симбирской губернии из 27 дворов, название по фамилии владельцев.

## Население
Постоянное население составляло 12 человек (русские 92 %) в 2002 году, 6 в 2010 году.